# Juan Amat
Juan Amat Fontanals (Terrassa, 10 luglio 1946 – Terrassa, 11 maggio 2022) è stato un hockeista su prato spagnolo.
Ha rappresentato la Spagna ai Giochi olimpici di Mosca 1980.
I fratelli Francisco, Jaime e Pedro sono tutti stati hockeisti su prato olimpici.

## Palmarès
- Giochi olimpici

Mosca 1980: argento.